# Seminole NGL (трубопровід для ЗВГ)
Seminole NGL (трубопровід для ЗВГ) — трубопровід на півдні США, призначений для транспортування зріджених вуглеводневих газів до найбільшого в світі ЗВГ-хабу Монт-Бельв’ю та ряду підземних сховищ в районі Фріпорту (на північний та південний схід від Х'юстону відповідно).
Трубопровід бере початок на межі Техасу та Нью-Мексико у важливому центрі нафтогазовидобувної промисловості Гоббсі (басейн Перміан). Сюди ж з північного заходу виходить трубопровідна система Rocky Mountain, котра подає ресурс із цілого ряду басейнів у Юті, Колорадо та Вайомінзі. Остання належить тому ж власнику, що і Seminole NGL (до 2002 року Mid-America Pipeline Company, після – Enterprise Products Partners), та працює з ним у зв'язці, що забезпечує маршрут транспортування ресурсу зі Скелястих гір аж до центру фракціонування Монт-Бельв’ю. В останньому у 1982-му практично одночасно з трубопроводом Seminole запустили установку розділення суміші ЗВГ потужністю 60 тисяч барелів на добу, а за 3 роки цей показник збільшили до 130 тисяч барелів. Крім того, станом на середину 2000-х ще один трубопровід Enterprise Products Partners — Конвей-Соуз — був реверсований та подавав суміш ЗВГ з північно-східного напрямку до Гоббсу для подальшого вивозу на узбережжя.
Станом на другу половину 2010-х у складі  Seminole NGL працювали дві паралельні нитки – Seminole Red та Seminole Blue загальною протяжністю 2062 км, а загальна добова пропускна здатність системи складала 280 тисяч барелів ЗВГ. Окрім суміші ЗВГ, по системі могли транспортуватись фракціоновані продукти, як то етан, пропан, етан-пропанова суміш, бутан, ізобутан, газовий бензин. При цьому за кілька десятків кілометрів західніше від х'юстонської агломерації від траси Seminole NGL починалось відгалуження, котре виводило у район Фріпорту до підземних сховищ Страттон-Рідж та Клеменс. По ньому транспортувалась лише нафтохімічна сировина — етан, пропан та етан-пропанова суміш, котрі можуть використовуватись розташованими у цьому районі виробництвами компаній Dow Chemical (LHC-7, LHC-8, LHC-9, установка дегідрогенізації пропану), INEOS (крекінг-установки у Шоколейт-Байу), Chevron Pillips Chemical (піролізне виробництво у Свіні).
На початку 21 століття внаслідок "сланцевої революції" видобуток ЗВГ зріс настільки, що в середині 2010-х Конвей-Соуз знов реверсували, а наприкінці десятиліття на додачу до Seminole NGL Enterprise Products Partners спорудила значно потужніший трубопровід Shin Oak NGL. В цей же момент стрімке нарощування видобутку нафти в басейні Перміан стрілось з нестачею логістичних маршрутів до узбережжя Мексиканської затоки, через що різниця в цінах бареля між районом видобутку та береговими терміналами перевищила в 2018 році 10 доларів США. Як наслідок, Enterprise Products Partners після запуску Shin Oak NGL вирішила перепрофіліювати один зі старих ЗВГ-трубопроводів у нафтопровід. У підсумку вибір зупинили на Seminole Red і з лютого 2019 року його частина довжиною 610 км почала використовуватись у складі системи Midland-to-ECHO 2 Pipeline, розрахованої на прокачування 200 тисяч барелів нафти на добу. При цьому довжину Seminole NGL стали визначати як 1399 км. Враховуючи, що в Техасі розгорнуто цілий ряд проектів зі спорудження нових нафтопроводів і, водночас, очікується стрімке зростання видобутку ЗВГ (у 1,5 раза до 2025 року), Enterprise Products Partners очікує зворотньої конверсії Seminole Red у другій половині 2021 року, що потребуватиме лише двох місяців.
Раніше на трасі Seminole NGL розташовувалось належне до системи підземне сховище Бренем, проте після катастрофічного витоку газу в 1991 році його закрили.